# Marlijn
De marlijn of zwarte marlijn (Istiompax indica) is een straalvinnige vis uit de familie van de zeilvissen (Istiophoridae) en behoort derhalve tot de orde van baarsachtigen (Perciformes). In tropische gebieden is de marlijn een populaire vis onder sportvissers, de marlijn wordt ook gebruikt voor menselijke consumptie. De marlijn is familie van de zwaardvis, maar de nauwst verwante soorten zijn de Atlantische blauwe marlijn (Makaira nigricans) en Makaira mazara.

## Kenmerken
De vis kan een lengte bereiken van zo'n 4,5 meter. De vis heeft een lang lijf, een speervormige snuit en een rugvin (net als een haai). De rugvin ziet eruit als een halve maan en is naar achter gericht. Marlijnen zijn zeer snel (ze halen snelheden van circa 90 kilometer per uur), het zijn jagers - ze leven van andere vissen. De zwaarste zwarte marlijn ooit gevangen woog 750 kilo.

## Leefomgeving
De marlijn is een zoutwatervis. De vis prefereert een subtropisch klimaat en komt voor in de Grote, Atlantische en Indische Oceaan op dieptes tot 915 meter.

## Relatie tot de mens
De marlijn is voor de visserij van aanzienlijk commercieel belang. De vis wordt enorm overbevist.
In de hengelsport is dit de meest gewilde vis vanwege de enorme formaten die bereikt kunnen worden en vindt er een uitgebreide en kostbare "biggamevisserij" op plaats. In toeristische gebieden vertegenwoordigt dit een waarschijnlijk nog veel groter economisch belang dan de commerciële visserij.
Voor de mens is de marlijn ongevaarlijk, hoewel er wel sportvissers gewond zijn geraakt tijdens de jacht op marlijnen.

## Wereldliteratuur
Een marlijn speelt een belangrijke rol in het wereldberoemde verhaal De oude man en de zee van de Amerikaanse auteur Ernest Hemingway. De oude Santiago slaat op een dag een grote marlijn aan de haak, die hij niet binnen kan halen. Het dier is zelfs zo groot en sterk dat het zijn bootje op sleeptouw neemt. Santiago geeft de strijd niet op en houdt twee dagen en nachten vol, tot hij gewond en uitgeput is. Hij heeft echter groot respect voor zijn 'tegenstander', die hij beschouwt als een 'broeder'.